# Heterotrigona bakeri
Heterotrigona bakeri är en biart som först beskrevs av Cockerell 1919.  Heterotrigona bakeri ingår i släktet Heterotrigona och familjen långtungebin. Inga underarter finns listade i Catalogue of Life.